# Конти, Арольдо
Арольдо Педро Конти (исп. Haroldo Pedro Conti; 25 мая 1925, Чакабуко, Буэнос-Айрес — 5 мая 1976, Буэнос-Айрес) — аргентинский писатель.

## Биография
Потомок иммигрантов из Италии. Отец — основатель местного отделения Хустисиалистской партии. Арольдо получил религиозное воспитание. Учился в католической семинарии, затем в Буэнос-Айресском университете, где изучал философию (закончил в 1954). Служил в банке, преподавал в школе, работал помощником режиссёра и др. Вступил в Революционную партию трудящихся.
В ходе установления военной диктатуры был арестован тайной полицией, Числился в списке исчезнувших; по всей видимости, казнен. Оставил вдову и троих детей.

## Произведения

### Драма
- Examinado (1956)

### Романы
- Юго-восток/ Sudeste (1962, экранизирован в 2002)
- Вокруг клетки/ Alrededor de la jaula (1966, премия университета в Веракрусе, Мексика, экранизирован Серхио Ренаном в 1977)
- En vida (1971, премия испанского издательства Сейш Барраль)
- Маскаро, американский стрелок/ Mascaró el cazador americano (1975, премия Casa de las Américas, Куба)

### Книги рассказов
- Каждое лето / Todos los veranos (1964)
- Вместе со всеми / Con otra gente (1967)
- La balada del álamo carolina (1975)

## Издания на русском языке
- Ad astra // Аргентинские рассказы. М.: Художественная литература, 1981, c. 169—189.